# エディース・メアリー・ブライアント
エディース・メアリー・ブライアント（Edith Mary Bryant、1859年 - 1934年）は、明治時代に英国聖公会から日本に派遣されたイギリス人宣教師、看護師、教育者。北海道・平取で伝道・医療活動に携わり、教育者として私塾を開設し地域の発展に貢献した。

## 人物・経歴
英国・ロンドンの病院で看護師として勤務する。
1896年（明治29年）、英国聖公会の派遣宣教師に任命され来日。
札幌に赴き、英国聖公会宣教協会（CMS）の宣教師であるジョン・バチェラーのもとで約1年半、アイヌ語を修学する。
その後、1897年（明治30年）にバチェラーの依頼により平取に赴任し、アイヌの伝道・医療活動に携わった。住民への診察や治療は義経神社下の「ホスピタル・レスン」で行った。
1898年（明治31年）の沙流川大洪水の際には、被災した住民らに対して親身になって支援活動を行い、深い信頼を受けた。
また、平取での13年間の滞在期間中、振内に私塾を開設して子弟教育にも献身的に尽力したほか、親を亡くした子を養女として育てるなど、地域住民のために慈愛に満ちた精神により活動を進めた。

## 歴史の散歩道の記念碑（平取町）
1999年（平成11年）には、平取町が平取外八ヶ村戸長役場として1899年（明治32年）に門別戸長役場から独立してから100周年を記念して、地域に貢献した偉人9人を讃える記念碑が二風谷湖の管理用道路沿いに建立された。偉人9人は、エディース・メアリー・ブライアントのほか、松浦武四郎、ジョン・バチェラー、近藤重蔵、違星北斗、ニール・ゴードン・マンロー、金田一京助、金成マツ、及びイザベラ・バードである。